# Грохот резонансний

Грохот резонансний (рос. грохот резонансный, англ. re'sonance screen, нім. Resonanzschwingsieb n) — грохот, складений з декількох пружно-з'єднаних елементів (мас), підібраних так, що частоти вільних коливань елементів на пружних зв'язках близькі до частоти збурюючої сили, яка ґенерується вібратором. Для підвищення стабільності робочого режиму у більшості Г.р. застосовують нелінійний пружний зв'язок (буфера) між рухомими масами. Г.р. мають перевагу в енергоємкості та ефективності процесу грохочення.
Резонансний грохот ГРЛ зі зрівнювальною рамою (рис. 1 а) складається з горизонтального короба 1 з ситами і масивної рухомої рами 2 зв’язаних між собою пружними елементами 3 і 4. Рама обпирається на перекриття фабрики через пружні (гумові) віброізолятори 5, завдяки чому вона може вібрувати. На рамі змонтований ексцентриковий привідний механізм 6 з пружним шатуном 7.
Резонансний грохот ГРД з двома коробами (рис. 1 б) являє собою безрамну конструкцію. Він складається з двох горизонтально розта-шованих коробів – верхнього 1 і нижнього 9 з’єднаних між собою блок-шарнірами 8. Короби грохота підвішуються на похилих шарнірних або пружних підвісках. Рух коробам передається від ексцентрикового привідного механізму 6 з пружним шатуном 7. Внаслідок наявності пружних елементів в шатуні і опорах коробів амплітуда їхніх коливань може змінюватись під час роботи грохота.
Принцип дії резонансних грохотів пояснюється схемою на рис. 2. 
Горизонтальні короби з ситами підвішені один над одним до нерухомої рами або підтримуючих конструкцій. Рух верхньому коробу 1 передається від ексцентрикового вала 5 через шатуни 3 і пружини 4.
Нижній короб 2 отримує коливання від верхнього короба 1 завдяки пружинам 6, які зв’язані з обома коробами. Таким чином, в коливаннях беруть участь дві маси – верхній короб М1 і нижній короб М2. При обертанні ексцентрикового вала 5 відбувається деформація пружного елементу привода – пружини 4 шатуна.
Сила пружності цього елемента змінюється за синусоїдальним законом і спричиняє змушені коливання верхнього короба, які у свою чергу спричиняють змушені коливання нижнього короба. При обертанні ексцентрикового вала короби одержують прямолінійні коливання під кутом 35о, спрямовані у протилежні сторони. Завдяки спрямованим коливанням короба здійснюється транспортування матеріалу по горизонтальній поверхні сит.
Основні недоліки резонансних грохотів: велика металоємність і складність конструкції. З цих причин вони, попри їхню високу ефективність і універсальність застосування, були зняті з виробництва.